# Steven Doherty
Steven Doherty es un deportista australiano que compitió en judo. Ganó tres medallas en el Campeonato de Oceanía de Judo en los años 1983 y 1985.

## Palmarés internacional
| Campeonato de Oceanía | Campeonato de Oceanía    | Campeonato de Oceanía | Campeonato de Oceanía |
| Año                   | Lugar                    | Medalla               | Categoría             |
| --------------------- | ------------------------ | --------------------- | --------------------- |
| 1983                  | Numea (Francia)          | Medalla de bronce     | –95 kg                |
| 1985                  | Auckland (Nueva Zelanda) | Medalla de oro        | Abierta               |
| 1985                  | Auckland (Nueva Zelanda) | Medalla de plata      | –95 kg                |